# Formel 3000 2004
Formel 3000-säsongen 2004 innehöll tio race. Italienaren Vitantonio Liuzzi vann titeln före landsmannen Enrico Toccacelo och nederländaren Robert Doornbos.

## Delsegrare
| Datum        | Bana              | Vinnare            |
| ------------ | ----------------- | ------------------ |
| 24 april     | Imola             | Vitantonio Liuzzi  |
| 8 maj        | Catalunya         | Vitantonio Liuzzi  |
| 22 maj       | Monaco            | Vitantonio Liuzzi  |
| 29 maj       | Nürburgring       | Enrico Toccacelo   |
| 3 juli       | Magny Cours       | Vitantonio Liuzzi  |
| 10 juli      | Silverstone       | Vitantonio Liuzzi  |
| 24 juli      | Hockenheimring    | Vitantonio Liuzzi  |
| 14 augusti   | Hungaroring       | Patrick Friesacher |
| 28 augusti   | Spa-Francorchamps | Robert Doornbos    |
| 11 september | Monza             | Vitantonio Liuzzi  |

## Slutställning
| Plats | Förare               | Poäng |
| ----- | -------------------- | ----- |
| 1     | Vitantonio Liuzzi    | 86    |
| 2     | Enrico Toccacelo     | 56    |
| 3     | Robert Doornbos      | 44    |
| 4     | Tomáš Enge           | 38    |
| 5     | Patrick Friesacher   | 33    |
| 6     | José Maria López     | 28    |
| 7     | Esteban Guerrieri    | 28    |
| 8     | Raffaele Giammaria   | 27    |
| 9     | Yannick Schroeder    | 13    |
| 10    | Tony Schmidt         | 11    |
| 11    | Jeffrey van Hoijdonk | 8     |
| 12    | Ernesto Viso         | 7     |
| 13    | Mathias Lauda        | 5     |
| 14    | Alan van der Merwe   | 2     |
| 15    | Nico Verdonck        | 1     |
| 16    | Jan Heylen           | 1     |
| 17    | Rodrigo Ribeiro      | 1     |
| 18    | Matteo Grassotto     | 1     |